# 穆罕默德·阿卜杜勒-阿齐兹
穆罕默德·阿卜杜勒-阿齐兹（阿拉伯語：محمد عبد العزيز，1946年8月17日—2016年5月31日），萨基亚阿姆拉和里奥德奥罗人民解放阵线（简称「西撒人阵」或「波利萨里奥阵线」）成員，通曉法語、阿拉伯語、及西班牙語，自1976年起至2016年擔任「西撒人阵」總書記和撒拉威阿拉伯民主共和國總統。